# ميخائيل فيليببوف
ميخائيل فيليببوف (الروسية: Михаил Михайлович Филиппов) هو لاعب كرة قدم روسي في مركز حراسة المرمى، ولد في 10 يونيو 1992 في فولجسكي في روسيا. لعب مع توم تومسك وسبارتاك موسكو ونادي ساتورن رامنسكوي ونادي سبارتاك موسكو 2 لكرة القدم.

## وصلات خارجية
- ميخائيل فيليببوف على موقع قاعدة بيانات كرة القدم.إي يو (الإنجليزية)
- ميخائيل فيليببوف على موقع Soccerway.com (الإنجليزية)
- ميخائيل فيليببوف على موقع عالم كرة القدم.نت (الإنجليزية)